# Ґокуланкра Махапатра
Ґокуланкра Махапатра (англ. Gokulananda Mahapatra, 24 травня 1922 — 10 липня 2013) — індійський науковець та письменник-фантаст, який популяризував наукову літературу на орійській мові. Народився в місті Бхадрак.
Махапатра автор 95 науково-фантастичних та дитячих наукових книжок. Серед найпопулярніших його книжок: Крутріма Упаграха, Прітібібахаре Маніша, Кандрара Мруту та ін.
Махапатра був одним із засновників організації «Orissa Bigyana Prachar Samhiti», метою якої було популяризація наукової фантастики в штаті Орісса, Індія.
Він отримав премію від Орійської Академії за найкращу книжку «E juga ra sreshtha abiskara».

## Початок кар'єри
Ґокуланкра Махапатра народився 24 травня 1922 року в м. Бхадрак, штат Орісса, Індія. Після закінчення школи вступив до Університете Колкати, де отримав ступінь магістра. Згодом в Університеті Уткал йому було надано звання доктора наук. Також Махапатра отримав диплом бакалавра з хімії у Брандейському університеті, м. Бостон (США).

## Нагороди та визнання
У 1986 році Оріська Сахіят Академія нагородила Махапатру за його внесок у науковій літературі в Орссі.
У 2010 році Махапатра був нагороджений премією Калинги.

## Публікації

### Наукові публікації
- Pruthibi bahare manisha
- Krutrima Upagraha
- Chandrara Mrutyu
- Nishabda Godhuli
- Sunara Odisha
- Mrutyu eka matrutwa ra
- Nishchala pruthibi
- Mrutyu rashmi

### Оповідання
- Udanta thalia
- Chaturtha parisara
- Bigyana bichitra
- Bigyanara srestha abiskara
- E jugara srestha abiskara